# Béron (Allier)
Der Béron ist ein kleiner Fluss im Zentralmassiv von Frankreich, der im Département Allier der Region Auvergne-Rhône-Alpes westlich der Stadt Vichy verläuft.

## Geografie

### Verlauf
Der Béron entspringt im südöstlichen Gemeindegebiet von Biozat, knapp an der Grenze zur Nachbargemeinde Brugheas, entwässert generell Richtung Nordost durch die Landschaft des Bourbonnais und mündet nach rund 16 Kilometern im Gemeindegebiet von Charmeil als linker Nebenfluss in einen Seitenarm des Allier. Der Béron quert im Unterlauf die Autobahn A719, im Mündungsabschnitt begleitet er die Bahnstrecke Saint-Germain-des-Fossés–Nîmes und verläuft dabei südlich des Flughafens Aérodrome Vichy–Charmeil.

### Orte am Fluss
(Reihenfolge in Fließrichtung)
- Beaulieu, Gemeinde Biozat
- Bellevue, Gemeinde Serbannes
- Chiolles, Gemeinde Cognat-Lyonne
- Espinasse-Vozelle
- Vendat
- La Monté du Loup, Gemeinde Charmeil
- Charmeil